# Рух опору
Рух опору (фр. résistance) — організовані зусилля частини  населення країни, спрямовані на опір легітимній чи окупаційній владі і підрив громадського порядку та стабільності, зумовлюється дуже рішучими діями (досягнення успіху за допомогою найрадикальніших методів).
Це поняття увійшло в політичну літературу під час Другої світової війни і спочатку вживалося на означення підпільної і повстанської боротьби народів Європи проти окупації Німеччиною та її союзниками. Найбільш відомими в Європі вважаються французькі «макі», італійська «Резистенца», Народно-визвольна армія Югославії, польська Армія Крайова, радянський партизанський рух, Українська Повстанська Армія.
З початку 1960-х під рухом опору розумілася боротьба за національні, політичні та громадянські права народів, що перебували під контролем комуністичних сил СРСР, країн Східної Європи.